# Трансформный разлом
Трансформный разлом (англ. transform fault) — сдвиговый разлом по границе литосферной плиты, в котором относительное движение плит является преимущественно горизонтальным и направленным вдоль разлома, то есть кора в месте разлома не создаётся и не уничтожается. Другими словами, горизонтальное смещение литосферных плит происходит по простиранию разлома, а под их сдвигом в данном случае подразумевается не схождение, а касательное смещение друг относительно друга. Направление сдвига бывает левое (sinistral) и правое (dextral). 
Не все разломы являются трансформными, и не все границы плит имеют трансформные разломы.

## Описание
Большинство трансформных разломов расположены на океаническом дне, где из-за активных раздвигающихся хребтов формируются зигзагоподобные границы плиты. Разломы возникают между плитами, которые двигаются параллельными курсами (с разной скоростью) и ориентированы перпендикулярно срединно-океаническим хребтам. В таком случае они разбиваются на сегменты шириной в среднем до 400 км.
Трансформные разломы являются одним из трёх типов границ плит в тектонике. Термин был предложен Джоном Т. Вилсоном в 1965 году и использовался им для описания поперечных горизонтально-смещённых сбросов вдоль которых смещаются срединно-океанические хребты.
Разлом Сан-Андреас в Калифорнии является классическим примером трансформного разлома.

## История
Геологический институт РАН проводит исследования на корабле Академик Николай Страхов — трансформные разломы, включая их пассивные части, срединно-океанический хребет, вулканические сооружения Атлантического океана.
Бади изучены трансформные разломы в Северной Атлантике:
- Разлом Вернадского (145 км) — назван в честь Вернадский, Владимир Иванович
- Разлом Пущаровского (186 км) — назван в честь Пущаровский, Юрий Михайлович
- Разлом Богданова (75 км) — назван в честь Богданов, Никита Алексеевич